# Милан Ђурић (инжењер)
Милан Ђурић (Велики Бечкерек, 16. фебруар 1920 – Београд, 12. јун 1988) био је српски грађевински инжењер, универзитетски професор и академик. По образовању доктор грађевинских наука, Ђурић је био професор на Грађевинском факултету Универзитета у Београду и редовни члан Српске академије наука и уметности. Јавности је најпознатији као аутор моста Газела у Београду.

## Биографија
Академик проф. др инж. Милан Ђурић рођен је 16. фебруара 1920. у Великом Бечкереку (данас Зрењанину) као треће дете др Косте Ђурића, доктора права, теолога и професора гимназије. 1938. године уписао се на Грађевински одсек Техничког факултета Универзитета у Београду који је са прекидом од 1941. до 1945. године завршио 1947. године. Запослио се најпре у Савезном заводу за пројектовање, а исте године прешао је на Грађевински одсек Техничког факултета Универзитета у Београду (данас Грађевински факултет) за асистента за предмет Техничка механика. За доцента је изабран 1950. На Грађевинском факултету одбранио је докторску дисертацију Теорија дуге призматичне полиедарске љуске  1953. године. 1955. изабран је за ванредног професора за предмет Теорија конструкција, а за редовног професора изабран је 1960. године. Године 1956. постаје шеф Катедре за техничку механику и теорију конструкција. Исте године постаје и председник Научно-наставног већа Завода за техничку механику и теорију конструкција на Грађевинском факултету у Београду. Академик М. Ђурић отишао је у пензију 1984. године, а 12. јуна 1988. године преминуо је у Београду и сахрањен у породичној гробници на Новом гробљу.

## Чланство у научним институцијама
За дописног члана САНУ изабран је 28. маја 1970. а за редовног члана 16. новембра 1978. Од 1969. до 1978. године био је председник Југословенског друштва грађевинских конструктера. Године 1975. проглашен је за почасног члана Друштва инжењера и техничара Југославије. Такође је био члан немачког Удружења за примењену математику и механику, као и члан Интернационалног удружења конструктера за мостове и конструкције у Цириху.

## Награде и признања
За свој научни, стручни и друштвени рад добио је Седмојулску награду 1964. године, Октобарску награду града Београда добио је 1971, као и већи број спомен-плакета. Носилац је Ордена рада са црвеном заставом (1965) и Ордена заслуга за народ са златном звездом (1972).

## Настава
У току тридесет година наставничког рада на Универзитету, професор Ђурић је држао предавања из низа предмета из области Техничке механике и Теорије конструкција:
- Техничка механика,
- Отпорност материјала,
- Статика конструкција,
- Теорија површинских носача и
- Стабилност и динамика конструкција

и увео их као редовне курсеве на додипломској настави, а то исто је учинио у последипломској настави са предметом
- Теорија спрегнутих и претходно напрегнутих конструкција.

## Публикације
Поред бројних научних радова, проф. Ђурић објавио је и пет уџбеника (осам књига):
- Отпорност материјала,
- Статика конструкција,
- Ђурић, Милан, Драгољуб Николић: Статика конструкција: утицај покретног оптерећења. Београд: Научна књига, прво издање 1984, 314 стр.[1] 2. изд. Београд: Научна књига, 1986. COBISS.SR-ID 28090887. Архивирано на веб-сајту  (24. март 2022) 2.2.издање Београд: Научна књига, 1987. COBISS.SR-ID - 31351820. Архивирано на веб-сајту  (24. март 2022) 3. изд. Београд: Научна књига, 1990.  86-23-41045-9. COBISS.SR-ID - 409356. Архивирано на веб-сајту  (18. март 2022) 4. изд. Београд: Грађевинска књига, 2000.  86-23-41045-9. COBISS.SR-ID 155803911. Архивирано на веб-сајту  (24. март 2022) 5. изд. Београд: Грађевинска књига, 2005.  86-395-0410-5. COBISS.SR-ID 119056396.  Архивирано на веб-сајту  (24. март 2022) 6. изд. Београд: Грађевинска књига, 2008.  978-86-395-0537-0. COBISS.SR-ID 145080332. Архивирано на веб-сајту  (24. март 2022) 7. изд. Београд: Академска мисао, 2015.  978-86-7466-584-8. COBISS.SR-ID 219779340. Архивирано на веб-сајту  (24. март 2022)
- Теорија оквирних конструкција,
- Стабилност и динамика конструкција и
- Општа теорија танких љуски.

## Научни допринос
У најзначајнија његова дела спадају:
- Општа метода деформације у статици и динамици конструкција,
- Теорија полиедарских љуски,
- Теорија спрегнутих и претходно напрегнутих конструкција,
- Општа класификација пуних статички одређених носача и
- Проширење статичко кинематичке аналогије.

## Инжењерска остварења
Његова најзначајнија инжењерска остварења су из области пројектовања челичних мостова:
- челични мост преко Тисе код Титела и
- мост преко Саве на аутопуту кроз Београд, познатији под именом Газела.